# 軸傳動

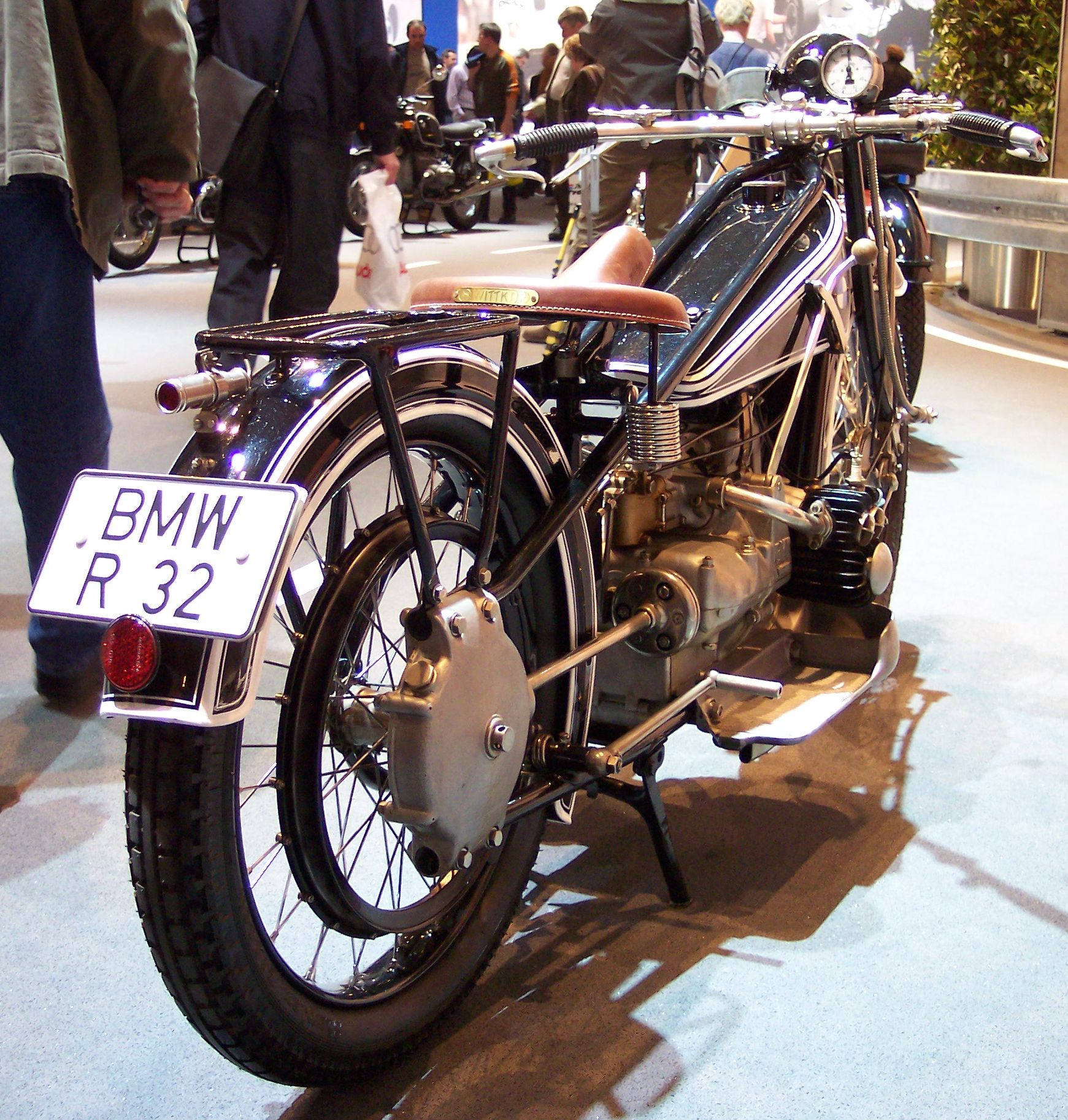
BMW R32摩托车，从图片上可以看到其裸露在外的传动轴

轴传动（英語：shaft-driven）是一种摩托车的动力传递方式。它使用一根传动轴将摩托车发动机产生的动力传递到驱动轮上。
早在第一次世界大战之前，轴传动就已经成为了摩托车的一种传动方式。例如1903年比利时FN摩托车公司生产的摩托车以及1912年英国Stuart Turner公司生产的Stella摩托车均采用了轴传动设计。1923年，德国宝马公司生产的摩托车R32也采用了轴传动的设计。在此之后，BMW又设计生产了多款采用了这种传动方式的摩托车型号，这也是BMW在摩托车爱好者中以轴传动驱动方式而著名的原因。时至今日，根据不完全统计，众多知名摩托车生产厂家，例如BMW、Moto Guzzi、凯旋、本田、川崎、铃木和雅马哈等，均生产过采用轴传动设计的摩托车型号。
相对于另外一种常见的摩托车传动方式——链条传动来说，一般认为轴传动方式具有相对封闭的机械结构，所以它更加可靠，保养周期与平均寿命较长，受恶劣天气的影响较小。但是它的重量也相对较重，在发动机转速与车轮转速不匹配时会产生更大的振动，在传动的过程中亦会产生能量损耗，并且它的保养维修的费用也相对更加昂贵。由于它有这些优劣特性，轴传动一般被用在对整车重量要求不严苛的高端摩托车型号上，例如旅行（英語：touring）摩托车、巡航（英語：cruiser）摩托车等。